# Pučko otvoreno učilište – Galerija Galženica
Galerija Galženica djeluje u okviru Pučkog otvorenog učilišta Velika Gorica. 

## Povijest
Galerija je neprofitna ustanova utemeljena 1980. godine kao galerija suvremene umjetnosti. U svom radu galerija prati i promovira rad i interese hrvatskih modernih umjetnika koji stvaraju djela u različitim umjetničkim medijima. Kada je Velika Gorica 1995. godine dobila status grada galerija postaje jedina ustanova tog tipa na području Velike Gorice. Galerija Galženica je jedna od najpoznatijih galerija moderne i suvremene umjetnosti na području Hrvatske.

## Djelatnost
Djelatnost Galerije je najvećim djelom definirana promicanjem i praćenjem različitih smjerova moderne hrvatske umjetnosti koja propituje i umjetnički analizira aktualnu stvarnost. Galerija organizira osam do deset izložbi ili umjetničkih događanja tijekom godine.

## Građa
Galerijska građa sastoji se od umjetničke zbirke odnosno slika, grafika, skulptura i fotografija koje stilski pripadaju modernoj i suvremenoj hrvatskoj umjetnosti. U posjedu galerije je 68 umjetnina moderne umjetnosti, sama zbirka je registrirana pri MDC-u. Zbirka je nastala tijekom dvadesetogodišnjeg rada galerije.

## Usluge
Pružanje stručne pomoći iz područja djelatnosti galerije, održavanje predavanja, vršenje stručnog vodstva, pružanje usluge informiranja vezano uz aktivnosti te informiranje o hrvatskoj i europskoj povijesti moderne i suvremene umjetnosti, organiziranje izložbi, objavljivanje stručnih publikacija, mogućnost korištenja bogatog arhiva ustanove.

## Vanjske poveznice
- Mrežne stranice Galerije Galženica  Arhivirana inačica izvorne stranice od 23. listopada 2008. (Wayback Machine)
- Muzeji Hrvatske na internetu, Galerije Galženica  Arhivirana inačica izvorne stranice od 13. srpnja 2007. (Wayback Machine)